# The Jaded Hearts Club
The Jaded Hearts Club è un supergruppo britannico nato nel 2018 con il nome di Dr. Pepper's Jaded Hearts Club Band e formato attualmente da Miles Kane (The Last Shadow Puppets) e Nic Cester (Jet) alla voce, Matt Bellamy (Muse) al basso e voce, Graham Coxon (Blur) e Jamie Davis (della Transcopic Records e della Ark Recordings) alla chitarra, e Sean Payne (The Zutons) alla batteria, occasionalmente affiancati da altri musicisti, tra cui Paul McCartney, Chris Cester, Dominic Howard, Ilan Rubin e Christopher Wolstenholme.

Il gruppo è un side-project nato per reinterpretare in versione contemporanea cover dei Beatles (e infatti il loro nome originale è un preciso riferimento all'album del 1967 Sgt Pepper's Lonely Hearts Club Band, allargandosi poi a cover di altri artisti e a classici del soul.

## Storia
Il gruppo è nato durante una festa privata a Los Angeles nel 2018, prendendo il nome dalla "Lonely Hearts Club Band" dei Beatles di "Sgt Pepper" e con lo scopo dichiarato di riportare alla luce del sole alcuni classici perduti del soul. Nonostante la notorietà dei musicisti che compongono il gruppo, quest'ultimo si esibisce in locali prevalentemente durante feste private, spesso a scopo benefico, come al Teenage Cancer Trust nel 2018.
Il 3 giugno 2019 il gruppo ha tenuto un concerto privato di beneficenza al 100 Club di Oxford Street, a Londra, e in quell'occasione è stato registrato il loro primo album dal vivo pubblicato a gennaio 2020 in edizione limitata in vinile in favore dell'ente benefico inglese Shooting Stars Children’s Hospice. L'album include cover di brani cult come My Generation degli Who, Paint It Black dei Rolling Stones così come Twist and Shout, Helter Skelter, Please Please Me e Back in the U.S.S.R. dei Beatles.
Ad aprile e maggio 2020, durante il periodo di contenimento del coronavirus, il gruppo ha pubblicato i primi due singoli, Nobody but Me, cover del brano del 1967 del gruppo americano The Human Beinz e This Love Starved Heart Of Mine (It's Killing Me), una versione dimenticata del 1967 di Marvin Gaye inserita poi nel primo album in studio.
Questo album, dal titolo You've Always Been Here, è uscito il 2 ottobre 2020, prodotto dal frontman dei Muse Matt Bellamy e dalla sua etichetta Helium-3, e contiene 11 tracce selezionate da centinaia di tracce rare di soul.

## Formazione

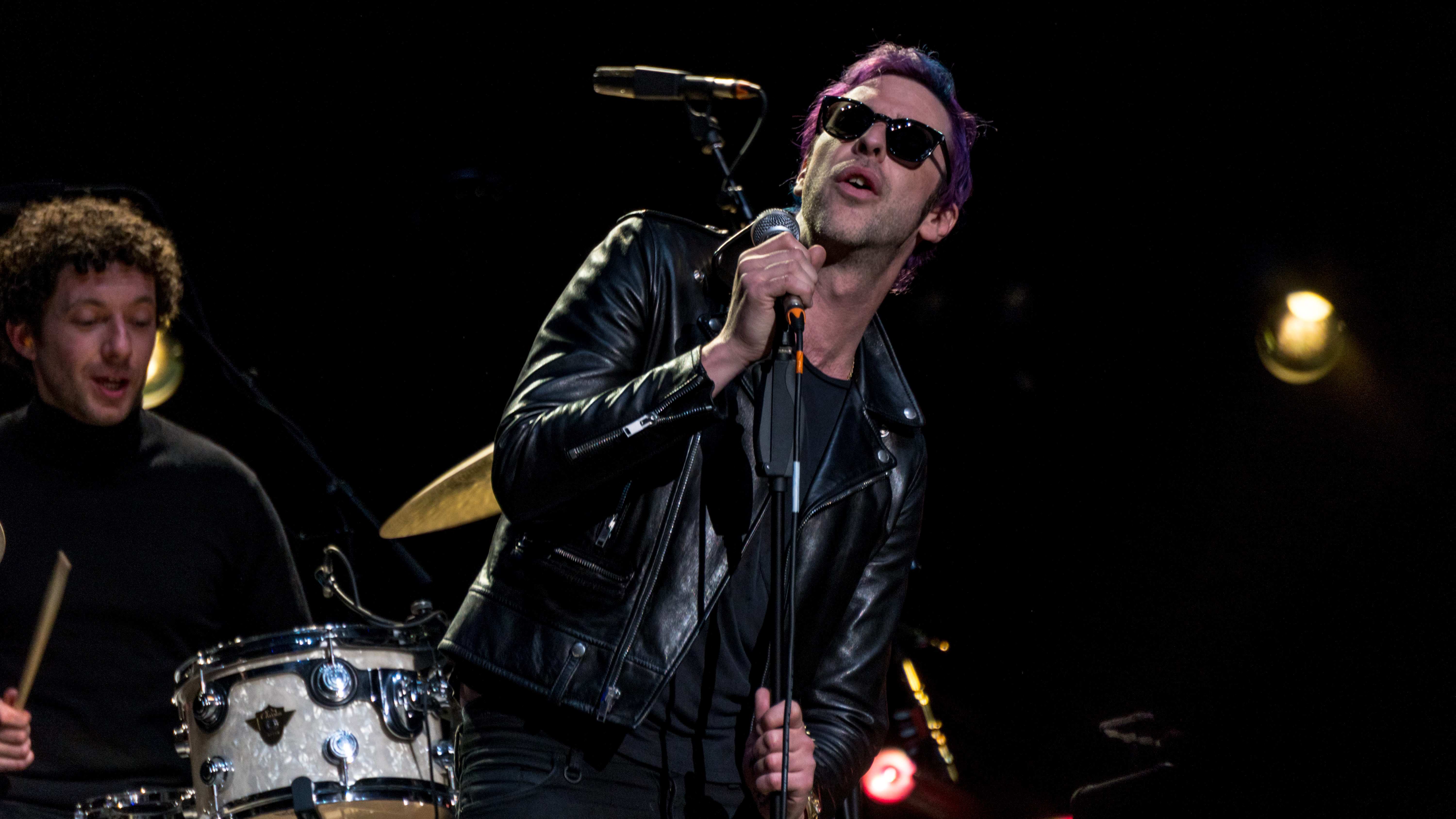
Durante il concerto al Teenage Cancer Trust del 2018

- Matt Bellamy –basso, voce, produzione
- Miles Kane – voce
- Nic Cester – voce, chitarra
- Graham Coxon – chitarra, cori
- Sean Payne – batteria, cori
- Jamie Davis – chitarra ritmica, cori

## Discografia
Album in studio
- 2020 – You've Always Been Here

Album dal vivo
- 2020 – Live at the 100 Club

### Singoli
- 2020 – This Love Starved Heart of Mine (It's Killing Me)
- 2020 – Nobody But Me
- 2020 – Reach Out I'll Be There